# Giro del Belgio 2012
Il Giro del Belgio 2012, ottantaduesima edizione della corsa e valida come evento UCI Europe Tour 2012 categoria 2.HC, si svolse dal 23 al 27 maggio 2012, per un percorso totale di 735,2 km suddiviso in 5 tappe. Fu vinto dal tedesco Tony Martin che terminò la corsa con il tempo totale di 16 ore, 51 minuti e 28 secondi.
Al traguardo di Engis 109 ciclisti portarono a termine il giro.

## Tappe
| Tappa  | Data      | Percorso                                | km    | Vincitore di tappa      | Leader cl. generale |
| ------ | --------- | --------------------------------------- | ----- | ----------------------- | ------------------- |
| 1ª     | 23 maggio | Malines > Buggenhout                    | 162   | André Greipel           | André Greipel       |
| 2ª     | 24 maggio | Lochristi > Knokke-Heist                | 170,7 | André Greipel           | André Greipel       |
| 3ª     | 25 maggio | Knokke-Heist > Beveren                  | 173,5 | André Greipel           | André Greipel       |
| 4ª     | 26 maggio | Turnhout > Arendonk (cron. individuale) | 20,5  | Tony Martin             | Tony Martin         |
| 5ª     | 27 maggio | Clavier > Engis                         | 208,5 | Carlos Alberto Betancur | Tony Martin         |
| Totale | Totale    | Totale                                  | 735,2 |                         |                     |

## Squadre e corridori partecipanti
| N.      | Cod. | Squadra                      |
| ------- | ---- | ---------------------------- |
| 1-8     | BMC  | BMC Racing Team              |
| 11-18   | OPQ  | Omega Pharma-Quickstep       |
| 21-30   | LTB  | Lotto-Belisol Team           |
| 31-39   | VCD  | Vacansoleil-DCM              |
| 41-50   | AST  | Astana Pro Team              |
| 51-58   | RAB  | Rabobank Cycling Team        |
| 61-69   | KAT  | Katusha Team                 |
| 72-80   | TSV  | Topsport Vlaanderen-Mercator |
| 81-89   | LAN  | Landbouwkrediet-Euphony      |
| 91-100  | ASA  | Acqua & Sapone               |
| 101-107 | COF  | Cofidis, le Crédit en Ligne  |

| N.      | Cod. | Squadra                            |
| ------- | ---- | ---------------------------------- |
| 111-119 | ASA  | Argos-Shimano                      |
| 121-130 | ACC  | Accent.jobs-Willems Veranda's      |
| 131-138 | UHC  | UnitedHealthcare                   |
| 141-150 | SKT  | An Post-Sean Kelly Team            |
| 151-158 | RVL  | RusVelo                            |
| 161-169 | FID  | Telenet-Fidea                      |
| 171-180 | BKP  | BKCP-Powerplus                     |
| 181-190 | SUN  | Sunweb-Revor                       |
| 191-199 | WBC  | Wallonie Bruxelles-Crédit Agricole |
| 201-210 | JVC  | Jong Vlaanderen Cycling Team       |

## Dettagli delle tappe

### 1ª tappa
- 23 maggio: Malines > Buggenhout – 162 km

Risultati
| Pos. | Corridore         | Squadra      | Tempo    |
| ---- | ----------------- | ------------ | -------- |
| 1    | André Greipel     | Lotto        | 3h33'11" |
| 2    | Danilo Napolitano | Acqua & Sap. | s.t.     |
| 3    | Kenny van Hummel  | Vacansoleil  | s.t.     |

| Pos. | Corridore         | Squadra      | Tempo    |
| ---- | ----------------- | ------------ | -------- |
| 1    | André Greipel     | Lotto        | 3h33'01" |
| 2    | Danilo Napolitano | Acqua & Sap. | a 4"     |
| 3    | Kenny van Hummel  | Vacansoleil  | a 6"     |

### 2ª tappa
- 24 maggio: Lochristi > Knokke-Heist – 170,7 km

Risultati
| Pos. | Corridore         | Squadra      | Tempo    |
| ---- | ----------------- | ------------ | -------- |
| 1    | André Greipel     | LTB          | 3h46'13" |
| 2    | Danilo Napolitano | Acqua & Sap. | s.t.     |
| 3    | Jacopo Guarnieri  | Astana       | s.t.     |

| Pos. | Corridore         | Squadra      | Tempo    |
| ---- | ----------------- | ------------ | -------- |
| 1    | André Greipel     | Lotto        | 7h19'04" |
| 2    | Danilo Napolitano | Acqua & Sap. | a 8"     |
| 3    | Jacopo Guarnieri  | Astana       | a 16"    |

### 3ª tappa
- 25 maggio: Knokke-Heist > Beveren – 173,5 km

Risultati
| Pos. | Corridore         | Squadra      | Tempo    |
| ---- | ----------------- | ------------ | -------- |
| 1    | André Greipel     | Lotto        | 4h03'34" |
| 2    | Danilo Napolitano | Acqua & Sap. | s.t.     |
| 3    | Adam Blythe       | BMC          | s.t.     |

| Pos. | Corridore         | Squadra      | Tempo     |
| ---- | ----------------- | ------------ | --------- |
| 1    | André Greipel     | Lotto        | 11h22'28" |
| 2    | Danilo Napolitano | Acqua & Sap. | a 12"     |
| 3    | Kenny van Hummel  | Vacansoleil  | a 26"     |

### 4ª tappa
- 26 maggio: Turnhout > Arendonk – Cronometro inviduale – 20,5 km

Risultati
| Pos. | Corridore     | Squadra      | Tempo  |
| ---- | ------------- | ------------ | ------ |
| 1    | Tony Martin   | Omega Pharma | 24'04" |
| 2    | Lieuwe Westra | Vacansoleil  | a 46"  |
| 3    | Niki Terpstra | Omega Pharma | a 52"  |

| Pos. | Corridore     | Squadra      | Tempo     |
| ---- | ------------- | ------------ | --------- |
| 1    | Tony Martin   | Omega Pharma | 11h47'02" |
| 2    | Lieuwe Westra | Vacansoleil  | a 46"     |
| 3    | Niki Terpstra | Omega Pharma | a 52"     |

### 5ª tappa
- 27 maggio: Clavier > Engis – 208,5 km

Risultati
| Pos. | Corridore               | Squadra      | Tempo    |
| ---- | ----------------------- | ------------ | -------- |
| 1    | Carlos Alberto Betancur | Acqua & Sap. | 5h04'18" |
| 2    | Kevin Pauwels           | Sunweb-Revor | a 2"     |
| 3    | Sergej Firsanov         | RusVelo      | s.t.     |

| Pos. | Corridore      | Squadra      | Tempo     |
| ---- | -------------- | ------------ | --------- |
| 1    | Tony Martin    | Omega Pharma | 16h51'28" |
| 2    | Lieuwe Westra  | Vacansoleil  | a 43"     |
| 3    | Carlos Barredo | Rabobank     | a 1'02"   |

## Evoluzione delle classifiche
| Tappa              | Vincitore               | Classifica generale Maglia rossa | Classifica a punti Maglia gialla | Classifica combattività Maglia nera | Classifica giovani Maglia bianca | Classifica a squadre    |
| ------------------ | ----------------------- | -------------------------------- | -------------------------------- | ----------------------------------- | -------------------------------- | ----------------------- |
| 1ª                 | André Greipel           | André Greipel                    | André Greipel                    | Leonardo Duque                      | Egidijus Juodvalkis              | Landbouwkrediet-Euphony |
| 2ª                 | André Greipel           | André Greipel                    | André Greipel                    | Leonardo Duque                      | Jacopo Guarnieri                 | Landbouwkrediet-Euphony |
| 3ª                 | André Greipel           | André Greipel                    | André Greipel                    | Leonardo Duque                      | Adam Blythe                      | Landbouwkrediet-Euphony |
| 4ª                 | Tony Martin             | Tony Martin                      | André Greipel                    | Leonardo Duque                      | Tobias Ludvigsson                | Omega Pharma-Quickstep  |
| 5ª                 | Carlos Alberto Betancur | Tony Martin                      | André Greipel                    | Leonardo Duque                      | Pieter Serry                     | RusVelo                 |
| Classifiche finali | Classifiche finali      | Tony Martin                      | André Greipel                    | Leonardo Duque                      | Pieter Serry                     | RusVelo                 |

## Classifiche finali

### Classifica generale
| Pos. | Corridore        | Squadra      | Tempo     |
| ---- | ---------------- | ------------ | --------- |
| 1    | Tony Martin      | OmegaPharma  | 16h51'28" |
| 2    | Lieuwe Westra    | Vacansoleil  | a 43"     |
| 3    | Carlos Barredo   | Rabobank     | a 1'02"   |
| 4    | Sergej Firsanov  | RusVelo      | a 1'11"   |
| 5    | Andrij Hrivko    | Astana       | a 1'26"   |
| 6    | Francesco Reda   | Acqua & Sap. | a 1'38"   |
| 7    | Philippe Gilbert | BMC          | a 1'45"   |
| 8    | Simon Špilak     | Katusha      | a 1'47"   |
| 9    | Manuel Quinziato | BMC          | a 1'50"   |
| 10   | Maarten Wynants  | Rabobank     | a 1'58"   |

### Classifica a punti
| Pos. | Corridore         | Squadra      | Punti |
| ---- | ----------------- | ------------ | ----- |
| 1    | André Greipel     | Lotto        | 90    |
| 2    | Danilo Napolitano | Acqua & Sap. | 75    |
| 3    | Kenny van Hummel  | Vacansoleil  | 58    |
| 4    | Carlos Barredo    | Rabobank     | 53    |
| 5    | Tony Martin       | Omega Pharma | 42    |

### Classifica combattività
| Pos. | Corridore         | Squadra      | Punti |
| ---- | ----------------- | ------------ | ----- |
| 1    | Leonardo Duque    | Cofidis      | 87    |
| 2    | Michael Schär     | BMC          | 43    |
| 3    | Ramon Sinkeldam   | Argos        | 35    |
| 4    | Alessandro Donati | Acqua & Sap. | 26    |
| 5    | Pim Ligthart      | Vacansoleil  | 21    |

### Classifica giovani
| Pos. | Corridore           | Squadra         | Punti     |
| ---- | ------------------- | --------------- | --------- |
| 1    | Pieter Serry        | Topsport Vl.    | 16h54'08" |
| 2    | Romain Zingle       | Cofidis         | a 26"     |
| 3    | Pëtr Ignatenko      | Katusha         | a 40"     |
| 4    | Tobias Ludvigsson   | Argos           | a 1'00"   |
| 5    | Egidijus Juodvalkis | Landbouwkrediet | a 1'01"   |

### Classifica a squadre
| Pos. | Squadra                 | Tempo     |
| ---- | ----------------------- | --------- |
| 1    | RusVelo                 | 50h39'05" |
| 2    | Katusha Team            | a 1'06"   |
| 3    | BMC Racing Team         | a 2'17"   |
| 4    | Vacansoleil-DCM         | a 3'45"   |
| 5    | Landbouwkrediet-Euphony | a 4'35"   |